# Pista godfroyi
Pista godfroyi är en ringmaskart som först beskrevs av Gravier 1911.  Pista godfroyi ingår i släktet Pista och familjen Terebellidae. Inga underarter finns listade i Catalogue of Life.